# Великі Пішні острови
Великі Пішні острови (каз.:….,рос.: Большие Пешные острова) — архіпелаг з шести островів у північній частині Каспійського моря, навпроти гирла р. Урал. Адміністративно належать до Атирауської області Казахстану.
Найбільшими з островів є Піщаний та Каминін.